# Karl Polykarp zu Leiningen-Billigheim
Karl Polykarpus Wenzeslaus Johann Ludwig Maria Graf zu Leiningen-Billigheim (* 10. Juli 1860 in Niederwalluf; † 22. Januar 1899 in Billigheim) war ein badischer Standesherr. 

## Herkunft
Karl Polykarp zu Leiningen-Billigheim aus der Linie Leiningen-Dagsburg-Falkenburg war der einzige Sohn des Grafen Karl Wenzel zu Leiningen-Billigheim und der Gräfin Marie, geborene Gräfin von Arco-Zinneberg.

## Leben
Karl Polykarp zu Leiningen-Billigheim trat als Diplomat in den Dienst des Königreichs Bayern. Er wurde Attaché der Bayerischen Gesandtschaft am k. und k. Hof in Wien. 1892 verzichtete sein Vater auf die Standesherrschaft Billigheim. Damit wurde Karl Polykarp dessen Nachfolger als Standesherr und besaß somit auch ein Mandat in der Ersten Kammer der Badischen Ständeversammlung. Am 8. August 1898 heiratete Karl Polykarp in München die aus Wien gebürtige Christine Blahova (* 1873; † 1934). Im Januar des darauffolgenden Jahres verstarb Graf Karl Polykarp im 38. Lebensjahr. Seine Ehe blieb kinderlos und sein Vater Karl Wenzel übernahm noch einmal für kurze Zeit die Standesherrschaft Billigheim, ehe auch er im Jahre 1900 starb.

## Belege und Anmerkungen
1. ↑  Haus Leiningen im Online Gotha von Paul Theroff

| Personendaten    | Personendaten                                                                                     |
| ---------------- | ------------------------------------------------------------------------------------------------- |
| NAME             | Leiningen-Billigheim, Karl Polykarp zu                                                            |
| ALTERNATIVNAMEN  | Leiningen-Billigheim, Karl Polykarpus Wenzeslaus Johann Ludwig Maria Graf zu (vollständiger Name) |
| KURZBESCHREIBUNG | badischer Standesherr                                                                             |
| GEBURTSDATUM     | 10. Juli 1860                                                                                     |
| GEBURTSORT       | Niederwalluf                                                                                      |
| STERBEDATUM      | 22. Januar 1899                                                                                   |
| STERBEORT        | Billigheim                                                                                        |